# 道の駅ひらた

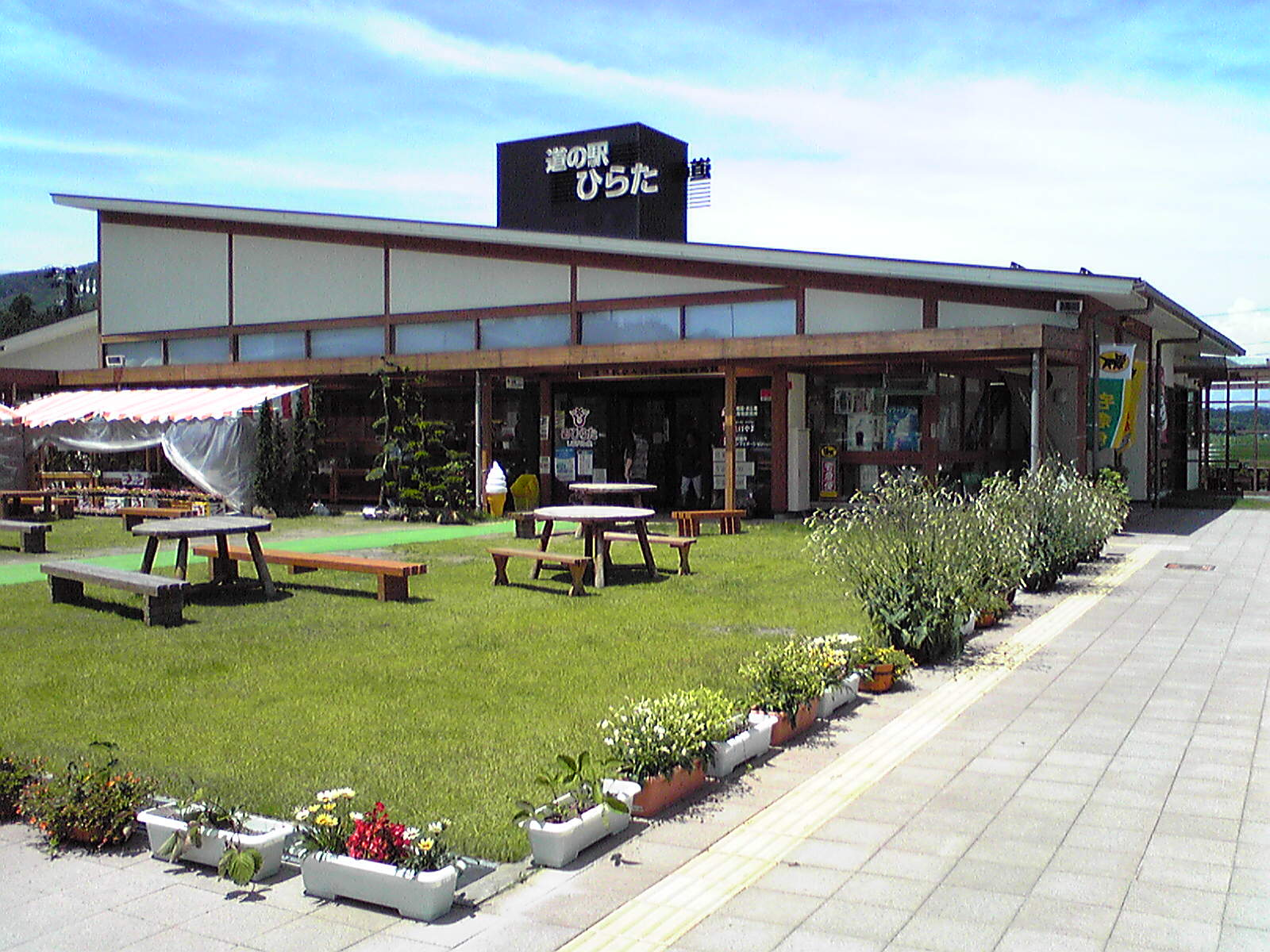
農産品・特産品販売施設

道の駅ひらた（みちのえき ひらた）は福島県石川郡平田村にある国道49号の道の駅である。愛称はしばざくらの里。
あぶくま高原道路 平田IC近くに立地している。2009年（平成21年）6月12日に道の駅に登録された。

## 主な施設
- 駐車場
  - 普通車：47台
  - 大型車：10台
  - 身障者用：3台
- トイレ（いずれも24時間利用可能）
  - 男：11器
  - 女：9器
  - 幼児用：1器
  - 身障者用：3器
- 公衆電話：1台
- 情報提供コーナー（24時間）
- 農産品・特産品販売施設（9:00 - 19:00）
- レストラン（10:00 - 17:00）

## 休館日
- 月曜日（レストランのみ）
- 年末年始

## 道路
- 国道49号
- 福島交通「道の駅ひらた」バス停

## 周辺
- あぶくま高原道路 平田インターチェンジ
- 蓬田郵便局
- ひらた中央病院
- ジュピアランドひらた
- 平田村役場